# Dicranomyia nephelodes
Dicranomyia nephelodes är en tvåvingeart som beskrevs av Alexander 1922. Dicranomyia nephelodes ingår i släktet Dicranomyia och familjen småharkrankar. Inga underarter finns listade i Catalogue of Life.